# Marin Transit

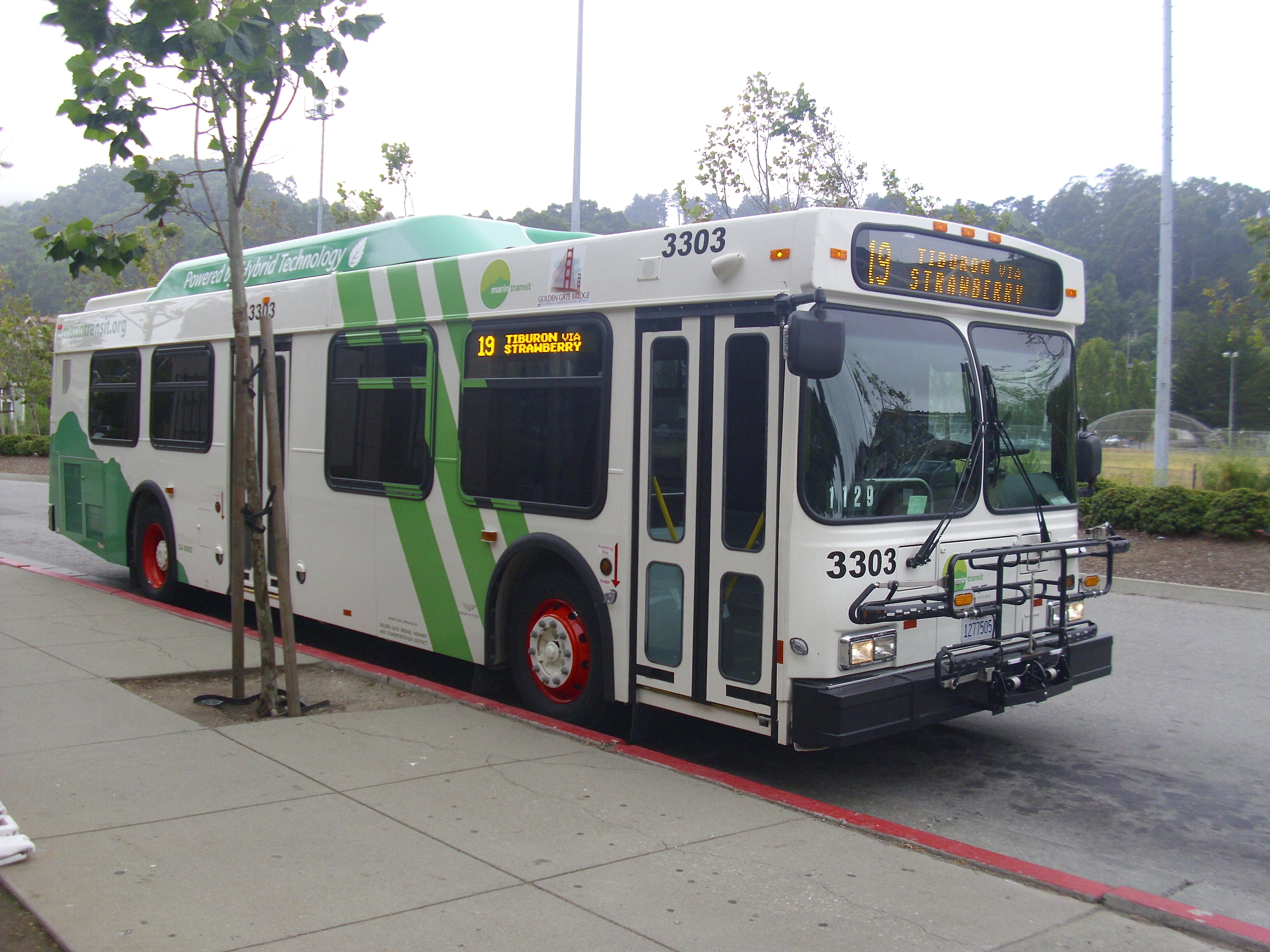
Een hybride bus van Marin Transit op lijn 19

Marin Transit is een Amerikaans openbaarvervoerbedrijf uit Californië dat Marin County bedient. Het werd opgericht in 1964 als het Marin County Transit District (MCTD). Sinds 30 juli 2007 heeft het bedrijf zijn huidige naam, met een nieuw logo, en oefent het een actievere rol uit in het openbaar vervoer van Marin County, waarbij het verschillende diensten heeft overgenomen van Golden Gate Transit.
Marin Transit gebruikt vier onderaannemers om de busdiensten te voorzien:
- Golden Gate Transit, dat elf lokale busdiensten en een aantal schoolbusdiensten uitbaat
- MV Transportation, dat onder de naam West Marin Stagecoach twee vaste routes en een seizoensgebonden lijn heeft
- Marin Airporter met vier lokale, vaste shuttles
- Whistlestop Wheels, dat onder meer de belbus van Novato uitbaat.

Die vier bedrijven zorgen samen voor busverbindingen tussen alle steden en grotere dorpen en gemeenschappen in Marin County, met uitzondering van Muir Beach, Peacock Gap en delen van West Marin ten noorden van Inverness.